# Rudolf Hotzenköcherle
Rudolf Hotzenköcherle, né le 12 avril 1903 à Coire et mort le 8 décembre 1976 à Zurich, est un linguiste suisse.

## Biographie
Professeur à l’Université de Zurich, il est cofondateur et principal éditeur de l’Atlas linguistique de la Suisse alémanique (Sprachatlas der deutschen Schweiz, SDS).